# Coupe du monde de rugby à XIII 1985-1988
Navigation
Édition précédente Édition suivante
La Coupe du monde de rugby à XIII 1985-1988 (9e édition depuis sa création en 1954), s'est étalée sur trois ans entre le 7 juillet 1985 et le 9 octobre 1988 à travers le monde sur des matchs aller-retour. Il s'agit de la plus importante des compétitions internationales de rugby à XIII mettant aux prises des sélections nationales, organisée par Rugby League International Federation (RLIF).
Le format de la compétition est composé de deux phases, d'abord sous forme de championnat avec matchs aller-retour entre les participants puis les deux premiers de cette phase s'affrontent pour une finale qui détermine le vainqueur de la compétition. Les cinq  participants sont l'Australie, la France, la Grande-Bretagne, la Nouvelle-Zélande accompagnées d'une nation qui fait son apparition dans la compétition : la Papouasie-Nouvelle-Guinée.
Vainqueur de la phase de championnat, l'Australie confirme sa suprématie en s'imposant 25 à 12 contre la Nouvelle-Zélande en finale du tournoi à Eden Park à Auckland. La France ne parvient pas  à réunir les fonds pour disputer ses trois matchs en hémisphère sud. Ces trois matchs sont donc considérés perdus par la France et les points des victoires attribués à ses adversaires.

## Les équipes

### France
| Nom                   | Âge | Matchs (Ptsmarqués) pendant l'édition | Club                    |
| --------------------- | --- | ------------------------------------- | ----------------------- |
| Pierre Aillères       | 29  | ? (?)                                 | Toulouse olympique XIII |
| Patrick Baco          | 23  | 2 (?)                                 | XIII Catalan            |
| Denis Bergé           | 24  | ? (?)                                 | US Le Pontet            |
| Thierry Bernabé       | 25  | ? (?)                                 | US Le Pontet            |
| Frédéric Bourrel      | 18  | ? (?)                                 |                         |
| Max Chantal           | 27  | ? (?)                                 | Villeneuve-sur-Lot      |
| Didier Couston        | 21  | ? (?)                                 | US Le Pontet            |
| Guy Delaunay          | 27  | ? (?)                                 | XIII Catalan            |
| Daniel Divet          | 20  | ? (?)                                 | AS Carcassonne XIII     |
| Gilles Dumas          | 23  | ? (?)                                 | RC Saint-Gaudens        |
| Patrick Entat         | 21  | ? (?)                                 | SO Avignon              |
| Dominique Espugna     | 19  | ? (?)                                 | FC Lézignan             |
| Philippe Fourquet     | 25  | ? (?)                                 | Toulouse olympique XIII |
| David Fraisse         | 18  | ? (?)                                 | US Le Pontet            |
| Philippe Gestat       |     | ? (?)                                 | RC Saint-Gaudens        |
| Bruno Guasch          | 24  | ? (?)                                 | AS Saint-Estève         |
| Mathieu Khedimi       | 23  | ? (?)                                 | AS Saint-Estève         |
| Francis Laforgue      | 28  | ? (?)                                 | XIII Catalan            |
| Guy Laforgue          | 27  | ? (?)                                 | XIII Catalan            |
| Pascal Laroche        | 29  | ? (?)                                 | Villeneuve-sur-Lot      |
| Yannick Mantese       | 25  | ? (?)                                 | Paris-Châtillon XIII    |
| Alain Maury           |     | ? (?)                                 | Villeneuve-sur-Lot      |
| Jacques Moliner       | 20  | ? (?)                                 | FC Lézignan             |
| Pierre Montgaillard   | 21  | ? (?)                                 | XIII Catalan            |
| Marc Palanques        | 24  | ? (?)                                 | US Le Pontet            |
| Roger Palisses        | 24  | ? (?)                                 | AS Saint-Estève         |
| Serge Pallarès        | 26  | ? (?)                                 | XIII Catalan            |
| André Pérez           |     | ? (?)                                 | Toulouse olympique XIII |
| Cyril Pons            | 23  | ? (?)                                 | RC Saint-Gaudens        |
| Jean-Philippe Pougeau | 22  | ? (?)                                 | Paris-Châtillon XIII    |
| Jean-Luc Rabot        | 25  | ? (?)                                 | Villeneuve-sur-Lot      |
| Hugues Ratier         | 25  | ? (?)                                 | FC Lézignan             |
| Patrick Rocci         | 24  | ? (?)                                 | US Le Pontet            |
| Sébastien Rodriguez   | 31  | ? (?)                                 | XIII Catalan            |
| Christian Scicchitano | 27  | ? (?)                                 | RC Carpentras           |
| Yves Storer           |     | ? (?)                                 | RC Saint-Gaudens        |
| Serge Titeux          | 25  | ? (?)                                 | US Le Pontet            |
| Daniel Verdès         |     | ? (?)                                 | Villeneuve-sur-Lot      |
| Patrick Wozniack      | 24  | ? (?)                                 | Villeneuve-sur-Lot      |

## Résultats

### Phase de championnat

#### 1985
| 7 juillet 1985 | Nouvelle-Zélande | 18 - 0 | Australie | Carlaw Park, Auckland |
| 7 juillet 1985 |                  |        |           | Carlaw Park, Auckland |
| 7 juillet 1985 |                  |        |           | Carlaw Park, Auckland |

| 9 novembre 1985 | Grande-Bretagne | 6 - 6 | Nouvelle-Zélande | Headingley Rugby Stadium, Leeds |
| 9 novembre 1985 |                 |       |                  | Headingley Rugby Stadium, Leeds |
| 9 novembre 1985 |                 |       |                  | Headingley Rugby Stadium, Leeds |

| 7 décembre 1985 | France | 0 - 22 | Nouvelle-Zélande | Perpignan |
| 7 décembre 1985 |        |        |                  | Perpignan |
| 7 décembre 1985 |        |        |                  | Perpignan |

#### 1986
| 16 février 1986 | France | 10 - 10 | Grande-Bretagne | Avignon |
| 16 février 1986 |        |         |                 | Avignon |
| 16 février 1986 |        |         |                 | Avignon |

| 29 juillet 1986 | Australie | 32 - 12 | Nouvelle-Zélande | Lang Park, Brisbane |
| 29 juillet 1986 |           |         |                  | Lang Park, Brisbane |
| 29 juillet 1986 |           |         |                  | Lang Park, Brisbane |

| 17 août 1986 | Papouasie-Nouvelle-Guinée | 24 - 22 | Nouvelle-Zélande | Lloyd Robson Oval, Port Moresby |
| 17 août 1986 |                           |         |                  | Lloyd Robson Oval, Port Moresby |
| 17 août 1986 |                           |         |                  | Lloyd Robson Oval, Port Moresby |

| 5 octobre 1986 | Papouasie-Nouvelle-Guinée | 12 - 62 | Australie | Lloyd Robson Oval, Port Moresby |
| 5 octobre 1986 |                           |         |           | Lloyd Robson Oval, Port Moresby |
| 5 octobre 1986 |                           |         |           | Lloyd Robson Oval, Port Moresby |

| 22 novembre 1986 | Grande-Bretagne | 15 - 24 | Australie | Central Park, Wigan |
| 22 novembre 1986 |                 |         |           | Central Park, Wigan |
| 22 novembre 1986 |                 |         |           | Central Park, Wigan |

| 13 décembre 1986 | France | 0 - 52 | Australie | Carcassonne |
| 13 décembre 1986 |        |        |           | Carcassonne |
| 13 décembre 1986 |        |        |           | Carcassonne |

#### 1987
| 14 janvier 1987 | Grande-Bretagne | 52 - 4 | France | Headingley Rugby Stadium, Leeds |
| 14 janvier 1987 |                 |        |        | Headingley Rugby Stadium, Leeds |
| 14 janvier 1987 |                 |        |        | Headingley Rugby Stadium, Leeds |

| 24 octobre 1987 | Grande-Bretagne | 42 - 0 | Papouasie-Nouvelle-Guinée | Central Park, Wigan |
| 24 octobre 1987 |                 |        |                           | Central Park, Wigan |
| 24 octobre 1987 |                 |        |                           | Central Park, Wigan |

| 15 novembre 1987 | France | 21 - 4 | Papouasie-Nouvelle-Guinée | Carcassonne |
| 15 novembre 1987 |        |        |                           | Carcassonne |
| 15 novembre 1987 |        |        |                           | Carcassonne |

#### 1988
| 22 mai 1988 | Papouasie-Nouvelle-Guinée | 22 - 42 | Grande-Bretagne | Lloyd Robson Oval, Port Moresby 12 107 spectateurs |
| 22 mai 1988 |                           |         |                 | Lloyd Robson Oval, Port Moresby 12 107 spectateurs |
| 22 mai 1988 |                           |         |                 | Lloyd Robson Oval, Port Moresby 12 107 spectateurs |

| 9 juillet 1988 | Australie | 12 - 26 | Grande-Bretagne | Sydney Cricket Ground, Sydney 15 944 spectateurs |
| 9 juillet 1988 |           |         |                 | Sydney Cricket Ground, Sydney 15 944 spectateurs |
| 9 juillet 1988 |           |         |                 | Sydney Cricket Ground, Sydney 15 944 spectateurs |

| 10 juillet 1988 | Nouvelle-Zélande | 66 - 14 | Papouasie-Nouvelle-Guinée | Auckland 14 000 spectateurs |
| 10 juillet 1988 |                  |         |                           | Auckland 14 000 spectateurs |
| 10 juillet 1988 |                  |         |                           | Auckland 14 000 spectateurs |

| 17 juillet 1988 | Australie | 70 - 8 | Papouasie-Nouvelle-Guinée | Eric Weissel Oval, Wagga Wagga 11 685 spectateurs |
| 17 juillet 1988 |           |        |                           | Eric Weissel Oval, Wagga Wagga 11 685 spectateurs |
| 17 juillet 1988 |           |        |                           | Eric Weissel Oval, Wagga Wagga 11 685 spectateurs |

| 20 juillet 1988 | Nouvelle-Zélande | 12 - 10 | Grande-Bretagne | Christchurch 8 525 spectateurs |
| 20 juillet 1988 |                  |         |                 | Christchurch 8 525 spectateurs |
| 20 juillet 1988 |                  |         |                 | Christchurch 8 525 spectateurs |

### Classement final
| Classement final |                           |   |   |   |   |     |     |      |     |
|                  | Équipe                    | J | V | N | D | PP  | PC  | B    | Pts |
| 1                | Australie                 | 7 | 5 | 0 | 2 | 252 | 91  | +161 | 12  |
| 2                | Nouvelle-Zélande          | 7 | 4 | 1 | 2 | 158 | 86  | +72  | 11  |
| 3                | Grande-Bretagne           | 8 | 4 | 2 | 2 | 203 | 90  | +113 | 10  |
| 4                | Papouasie-Nouvelle-Guinée | 7 | 1 | 0 | 6 | 84  | 325 | -241 | 4   |
| 5                | France                    | 5 | 1 | 1 | 3 | 35  | 140 | -105 | 3   |

### Finale
Homme du match :  Gavin Miller
Points marqués :
- Nouvelle-Zélande: 2 essais de K. Iro, T. Iro ; 2 transformations de Brown (2)
- Australie : 4 essais de Langer (2), Miller, Shearer ; 4 transformations de O'Connor (4) ; 1 drop de Elias

Évolution du score : 
Arbitre :  Graham Ainui
Spectateurs : 47 363
- Nouvelle-Zélande : Gary Mercer - Tony Iro, Kevin Iro, Dean Bell (c), Mark Elia - Gary Freeman, Friend - Peter Brown, Wayne Wallace, Adrian Shelford, Mark Graham, Kurt Sorensen, Mark Horo - Shane Cooper, Sam Stewart - Entraîneur : Tony Gordon
- Australie : Garry Jack - Dale Shearer, Andrew Farrar, Mark McGaw, Michael O'Connor - Wally Lewis, Allan Langer - Paul Dunn, Benny Elias, Steve Roach, Paul Sironen, Gavin Miller, Wayne Pearce - David Gillespie, Terry Lamb - Entraîneur : Don Furner